# Portus (port romain)
Pour l’article homonyme, voir Portus.
Portus — ou Portus Augusti, ou Porto Romano — est un grand port artificiel de Rome, en Italie, à l'époque antique. Il est situé sur la rive nord de l'embouchure du Tibre, sur la côte tyrrhénienne. Il a été établi par l'empereur Claude dans les années 40 apr. J.-C., puis agrandi par Trajan dans les années 100, en complément du port d'Ostie voisin situé à 4 km au sud.
Les vestiges archéologiques de Portus sont situés à proximité du village italien moderne de Porto dans la commune de Fiumicino, au sud de Rome, dans le Lazio.

## Portus, port impérial
Grand port de commerce et de voyageurs, il assurait le ravitaillement de Rome,, notamment en blé, en minerai (or, argent, plomb) provenant notamment du nord du continent africain et d'Hispanie, et permettait d’abriter les plus imposants bateaux de toute la Méditerranée. Le port antique de Carthage était par exemple dix fois plus petit.

## Établissement et aménagements

### Sous l’empereur Claude

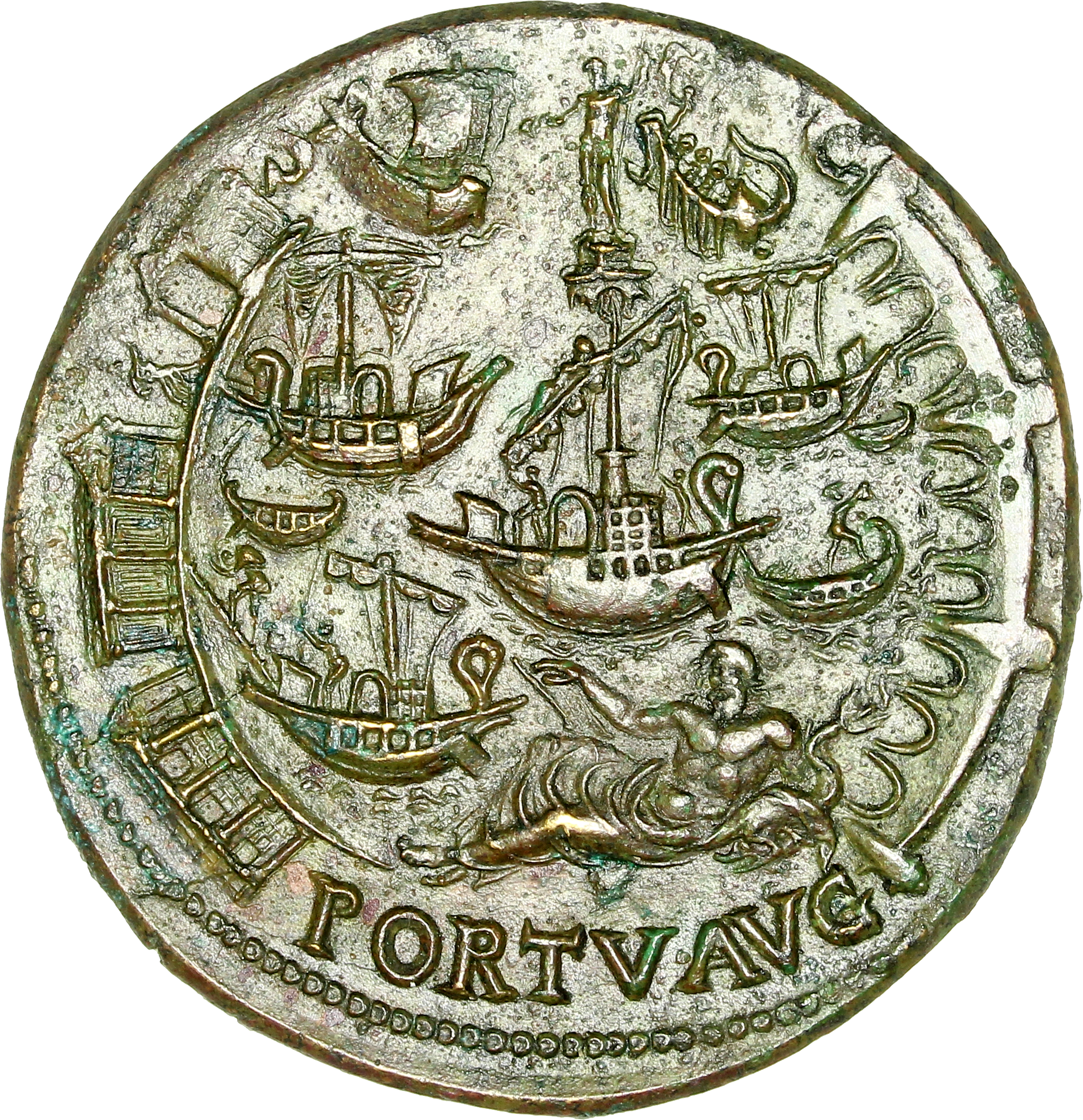
Sesterce (66) représentant le port de Claude avec neuf navires et onze personnes. Au sommet se trouve un phare surmonté d'une statue de Neptune ; en bas, une personnification du Tibre couchée, tenant un gouvernail et un dauphin ; à gauche, un quai avec un temple, une statue et des entrepôts de stockage (horrea) ; à droite, entrepôts à bateaux (darse de carénage).

Le port d'origine de Rome était Ostie, mais celui-ci devint trop petit pour assurer pleinement le trafic maritime desservant Rome, car la capitale de l'Empire atteignit un million d'habitants. À partir de l'an 42, Claude fait construire le premier port sur le site de Portus,, à 4 km (2,5 mi) au nord d'Ostie, avec deux longs brise-lames courbés se projetant dans la mer, une darse de carénage, un canal conduisant au Tibre et une île artificielle, portant un phare. Il réalise également la programmation et la construction des premiers entrepôts.
Ceux-ci disposent de plusieurs aménagements très innovants pour l'époque.
« Enfin le navire pénètre derrière les môles (brise-lames), jetés à travers les flots prisonniers, et sous le phare tyrrhénien, entre les bras qui s'allongeant puis se repliant vont au devant de la haute mer et laissent loin l'Italie, »
— Hadrien
La fondation de ce phare a été établie en coulant, après l'avoir rempli de pierres, l'un des énormes navires utilisés pour le transport des obélisques d'Égypte (un de ces navires a été utilisé pour transporter l'obélisque du Vatican pour orner la spina du cirque du Vatican, construit sous le règne de Caligula - obélisque déplacé en 1586 au centre de la place Saint-Pierre située devant la basilique).
Ces travaux s'accompagnent de l'abolition des questeurs hors de Rome, dont le quaestor Ostiensis, remplacé par un procurator portus Ostiensis, chargé de diriger la « capitainerie du port » d'Ostie.
Des fouilles réalisées entre 2001 et 2007 ont révélé l'agencement du port de Claude : est-nord-est/ouest-sud-ouest et une superficie de plus de 200 hectares.

### Sous l’empereur Trajan

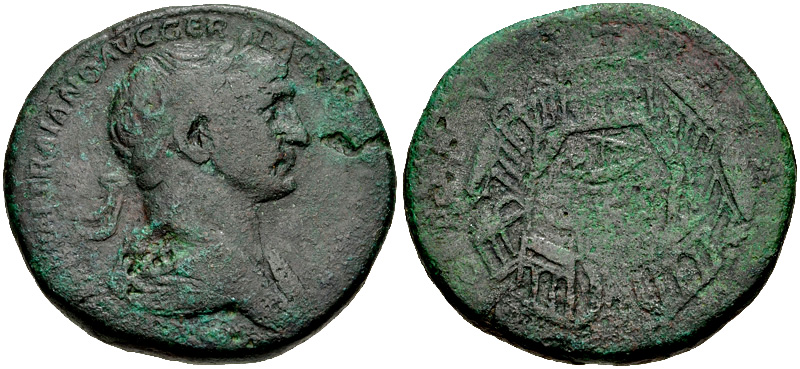
Sesterce (c. 106-111) représentant le bassin du port de Trajan avec des navires au centre, entouré par des entrepôts.

En l'an 103, le premier port étant régulièrement ensablé par les sédiments du fleuve, Trajan construit un autre port plus à l'intérieur — un bassin hexagonal entourant une zone de 39 hectares (97 acres), et communiquant par des canaux, avec le port de Claude, avec le Tibre directement, et avec la mer.
Le célèbre bassin hexagonal de Trajan est au centre de nombreux entrepôts. Sa profondeur est de 5 mètres. Les arêtes du bassin mesurent 357,77 mètres (peut-être 1 200 pieds romains environ). Son diamètre maximum est de 715,54 mètres. Le fond était couvert avec des pierres à l'extrémité nord en pente douce vers le haut, pour atteindre un mètre au bord du bassin.
Le bassin pouvait accueillir plus de 100 navires, notamment les plus gros qui n'avaient plus à être déchargés au large.
Les marchandises sont déchargées et transportées par des esclaves, ce qui peut être vu sur plusieurs reliefs et mosaïques qui subsistent de nos jours. Un mur facilitait le contrôle de la circulation des marchandises, pour le service des douanes et de la perception des droits d'importation (portorium).
Sont également construites de grandes infrastructures : quais, silos, hangars et bâtiments administratifs. Les marchandises sont ensuite transportées jusqu'à Rome par halage en trois jours, ce qui est un gain de temps considérable.

### Les canaux navigables
Les canaux creusés entre le Tibre et la mer furent à l'origine utilisés afin de construire le bassin de Claude et plus tard celui de Trajan. Ils furent ensuite utilisés pour la navigation. Ils ont aujourd’hui disparu.
Le canal Fiumicino (it), dont l'origine du nom provient de foce micina (petite bouche), en référence à la fosse de Trajan, est l'unique canal encore en service de nos jours.

## Vestiges contemporains
Le port subvient aux besoins alimentaires de Rome pendant cinq siècles ; à l'abri des tempêtes, il est utilisable environ 180-190 jours par an. La division entre la colonie antique et la ville médiévale de Porto a commencé au IVe siècle de notre ère, lorsque l'empereur Constantin le Grand construisit une ligne de murs. Avant de prendre Rome en 410, Alaric choisit d'affamer la ville en coupant ses communications avec Portus. Sa décadence est à situer lors des guerres avec les Goths et Byzance, vers les Ve et VIe siècles, alors que la population de Rome est réduite à 30 000-40 000 habitants. Au Xe siècle, une bulle papale invite les navires souhaitant mouiller à Amalfi à vider leurs cales à Portus, ce qui est analysé comme une tentative de revitaliser le port antique.
Aujourd'hui, la zone entourant l'hexagone du lac, où se trouvent les restes de structures de toutes natures relatives aux activités du port, est placée sous la protection de la « Soprintendenza Archeologica di Ostia » (Surintendance archéologique d'Ostie) et peut être visitée.
De l'époque impériale, seul le bassin portuaire de Trajan, encore en eau, subsiste ; la majeure partie des canaux ont disparu sous les sédiments.
Des fouilles archéologiques sont entreprises à partir de 2007 par le ministère italien des Biens culturels, en partenariat avec l'université de Southampton (Royaume-Uni) ; d'autres fouilles sont depuis menées parallèlement par l'École française de Rome et l'université d'Aix-en-Provence, qui pour leur part se concentrent sur l'économie des grands silos construits sous le règne de Septime Sévère (145-211), qui accueillaient de tout l'Empire des laines, céréales et autres denrées périssables.
En juillet 2014 sont mis au jour sur le site de Portus une fosse large de 12 mètres bordée de colonnades hautes de 16 mètres avec des encoches sur les murs afin de caler les étais maintenant en équilibre les navires tirés au sec, un pavement en terre cuite et trois tombes d'époque tardive. Des objets de travail ont également été exhumés, comme des clous de charpenterie, des fondations qui accueillaient des grues en bois ainsi que des bittes d'amarrage. Ces fouilles ont permis de confirmer la présence d'un ancien palais impérial (avec des marbres, des travertins blancs et des mosaïques de couleur) servant de quartier général au préfet maritime ainsi que de lieu d'accueil pour les hôtes de marque, en particulier lors des passages de l'empereur. À l'automne de la même année, les archéologues projettent de dégager les thermes de cette cité portuaire très active, qui comptait également une basilique et plusieurs nécropoles.

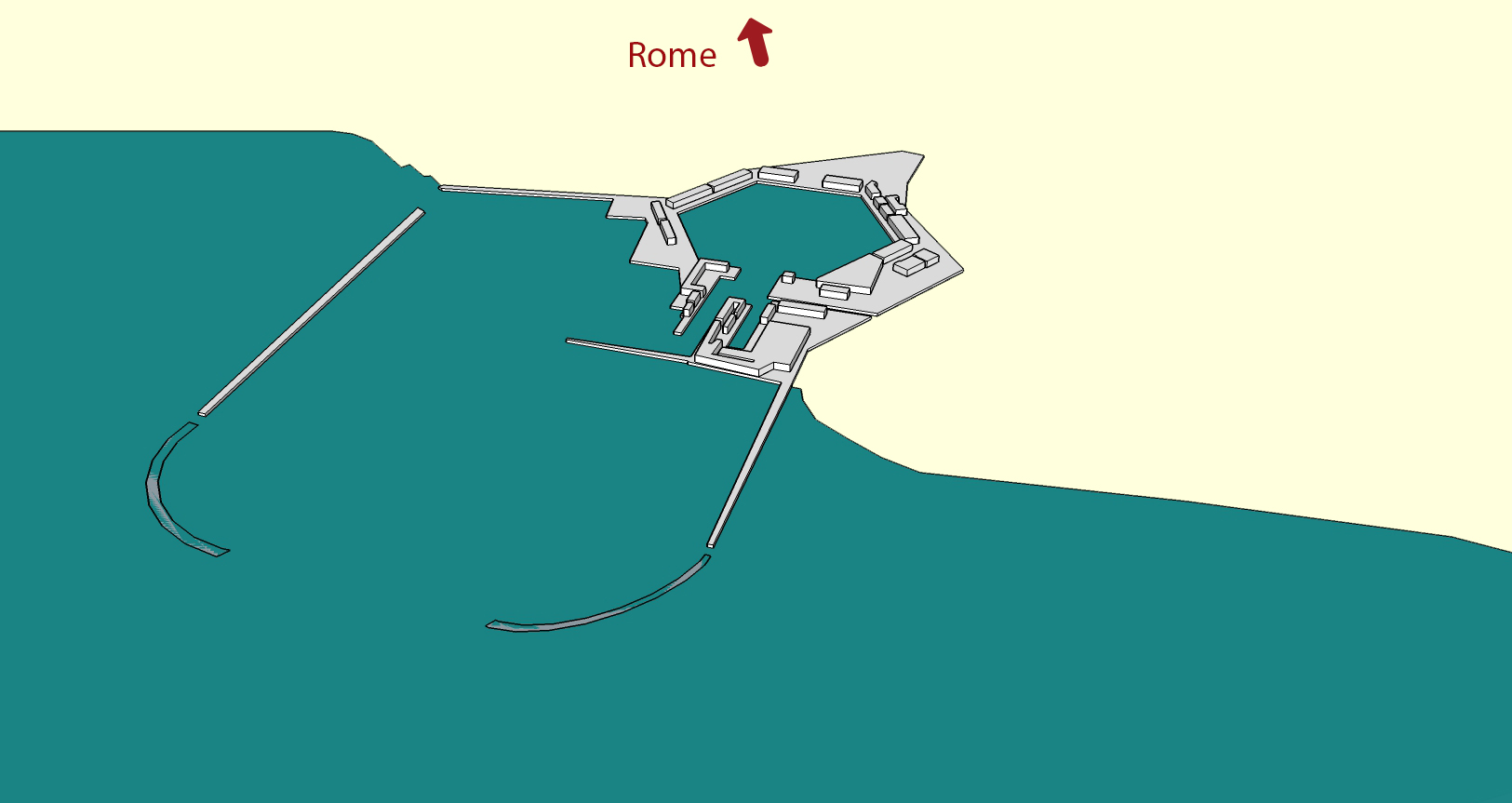
Emplacement du bassin hexagonal de Portus sous Trajan, la mer étant avancée dans les terres.
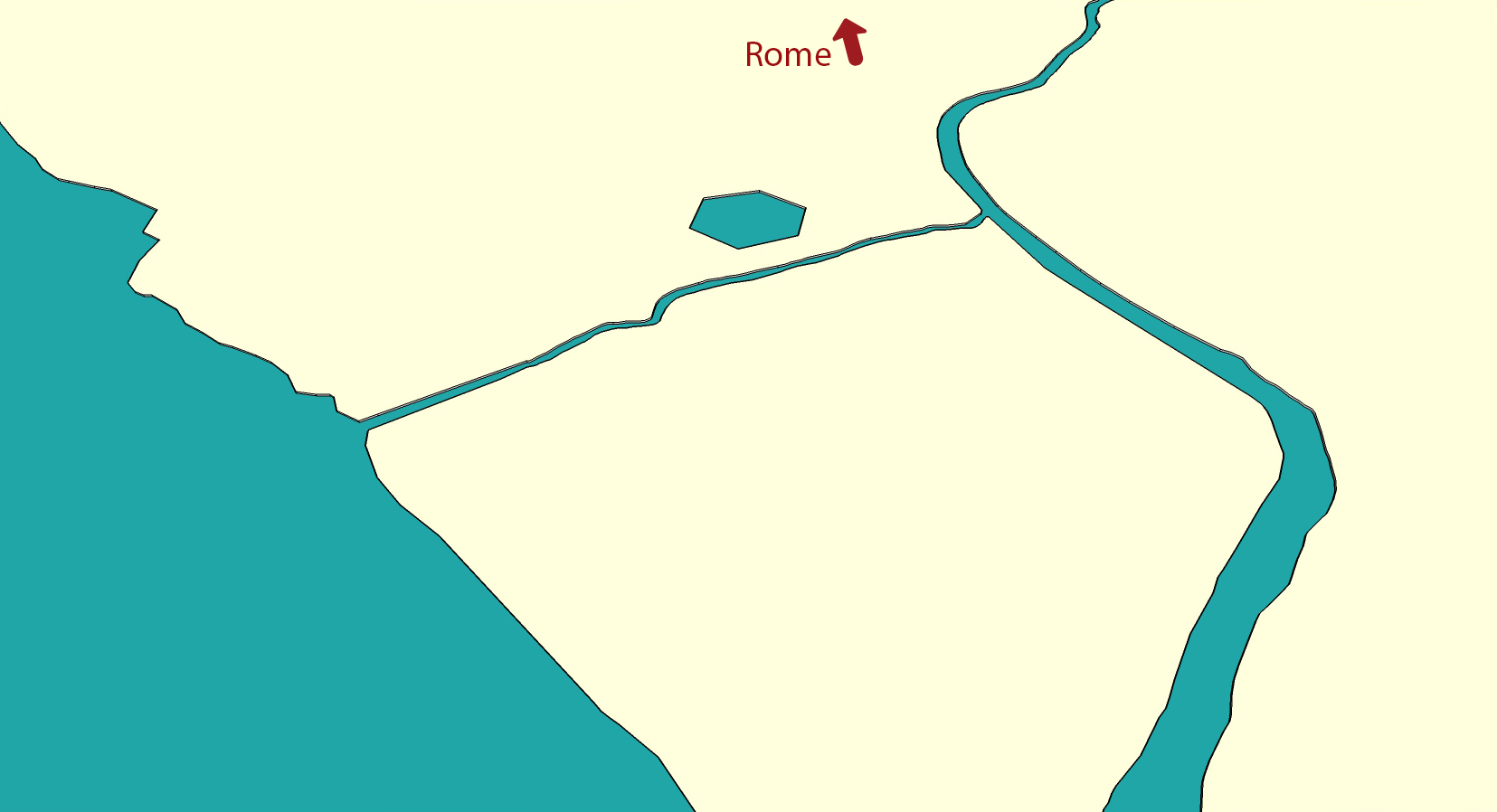
Emplacement du bassin hexagonal de Portus en 2016, la mer ayant reculé.